# Psałterzysta
Psałterzysta – w liturgii osoba, odpowiedzialna za wykonywanie śpiewów międzylekcyjnych. Zwana także psalmistą lub kantorem psalmu.

## Historia
Ogólne Wprowadzenie do Mszału Rzymskiego psałterzystą lub psalmistą nazywa kantora, wykonującego psalm między czytaniami. Historia powierzała mu śpiewanie wersetów psalmów podczas liturgii Słowa.
W starożytności na określenie psalmisty używano terminu lector. Nie oznacza to jednak, że psalm był recytowany. Miało to wyrażać głęboki związek zachodzący między odśpiewanym psalmem responsoryjnym i odczytanym tuż przed nim fragmentem Pisma Świętego. W liturgii hebrajskiej funkcję tę pełnił kantor. Śpiewał on jednak nie tylko psalmy, lecz także prowadził inne śpiewy podczas liturgii. W liturgii synagogalnej rozwinął się responsoryjny sposób wykonywania psalmów przez kantora. W liturgii świątynnej śpiewakami-kantorami dopuszczonymi do śpiewu blisko ołtarza, byli lewici i to dopiero po ukończeniu 20 roku życia. Okres przygotowania do pełnienia tej posługi trwał aż przez pięć lat i dokonywał się pod okiem doświadczonych mistrzów. W śpiewach religijnych poza świątynią dopuszczano do śpiewu także wysokie głosy chłopców. Wówczas nie dopuszczano do śpiewu niewiast. W języku łacińskim istnieje termin zarówno psalmista, jak i psalterista. Tym drugim słowem nazywano duchownych, których obowiązkiem było śpiewanie psalmów podczas sprawowania liturgii godzin. Dokumenty Stolicy Apostolskiej na określenie funkcji kantora psalmu w liturgii Mszy św. używają terminu „psalmista”.

## Miejsce w czasie liturgii
W czasie procesji wejścia, psałterzysta idzie wraz z innymi lektorami. Przy ołtarzu zajmuje miejsce blisko ambony. Po czytaniu podchodzi do ambony i wykonuje psalm responsoryjny, a następnie czyni skłon i odchodzi. W razie konieczności wykonuje też aklamację przed Ewangelią (może to uczynić także kantor, bądź schola).